# Stor-Furuön
Stor-Furuön est une île de l’archipel de Luleå en Suède,,.

## Présentation
L'île est située à un kilomètre au sud de Fjuksön et à 400 mètres de l'ile de Vättarna et au nord de Lappön.
Des tombes recouvertes de pierres ont été découvertes au sud de l'île. 
L'île compte un lac et quelques zones marécageuses et se situe à 20 mètres d'altitude.